# Ingemar Tegnell
Nils Ingemar Tegnell, född 12 augusti 1932 i Skegrie församling i Skåne, död 13 januari 2017 i Skanör i Skåne, var en svensk agronom.
Tegnell var son till folkskolläraren Anton Tegnell och småskollärarinnan Elsa, född Hansson. Han avlade 1959 agronomexamen vid jordbrukslinjen på Lantbrukshögskolan utanför Uppsala. Han blev 1963 biträdande jordbrukskonsulent vid Hushållningssällskapet i Östergötland och 1967 växtodlingskonsulent vid Lantbruksnämnden i Linköping. För Sidas räkning arbetade han sedan med utvecklingsprojekt i Etiopien. År 1970 återkom han och blev jordbrukskonsulent vid Hushållningssällskapet i Östergötland varpå han mellan 1978 och 1988 var verkställande direktör för Östergötlands läns Hushållningssällskap. Från 1988 arbetade han med utvecklingsprojekt i Zambia.
Tegnell blev 1975 sekreterare i dåvarande Östergötlands fröodlareförening och invaldes 1989 till ledamot av Kungliga Skogs- och Lantbruksakademien i dess jordbruksavdelning.
Ingemar Tegnell gifte sig 1954 med posttjänstemannen Karin, född Olsson (1931–1972), och 1973 med Britt Karlsson (1934–2005). Bland flera barn märks sonen Anders Tegnell i första äktenskapet.